# Sardolutra ichnusae
Sardolutra ichnusae è un mammifero carnivoro estinto, appartenente ai mustelidi. Visse nel Pleistocene superiore / Olocene (circa 15.000 – 7.000 anni fa) e i suoi resti subfossili sono stati ritrovati in Sardegna.

## Descrizione
Questo animale doveva essere molto simile a una lontra attuale, con un corpo lungo e idrodinamico, zampe relativamente corte e un cranio piuttosto piatto e dal muso corto. Una delle principali caratteristiche distintive, però, era la presenza di un baculum (osso penico) molto grande: in relazione a quello della lontra marina attuale (Enhydra lutris) era più grande, e terminava in un processo a forma di lama con due ulteriori processi più piccoli.

## Classificazione
Originariamente i fossili di questo animale, scoperti nella Grotta di Nettuno a Capo Caccia (Sardegna), vennero descritti da Alberto Malatesta nel 1977 e attribuiti al genere Nesolutra, già noto per una specie maltese. Successivamente, una revisione del materiale di Malta portò a considerare Nesolutra un sinonimo di Lutra, e quindi la specie sarda doveva essere riclassificata in un nuovo genere, Sardolutra (Willemsen, 2006). Non è chiara l'origine di Sardolutra; probabilmente si sviluppò nel corso del Pleistocene a partire da alcune lontre continentali, come Lutra simplicidens, emigrata sulle isole del Mediterraneo.

## Paleoecologia e paleobiologia
Sardolutra era maggiormente adattata alla vita acquatica e al nuoto rispetto alla lontra attuale, come si evince dalla morfologia endocranica. La peculiare morfologia dell'osso penico potrebbe aver consentito all'animale la capacità di accoppiarsi in mare aperto, e ciò indicherebbe che Sardolutra era una lontra marina.